# Ludovico Ariosto
Ludovico Ariosto (8. září 1474 Reggio Emilia – 6. července 1533) byl italský renesanční básník, autor epické básně Zuřivý Roland (Orlando furioso, 1516, 40 zpěvů).

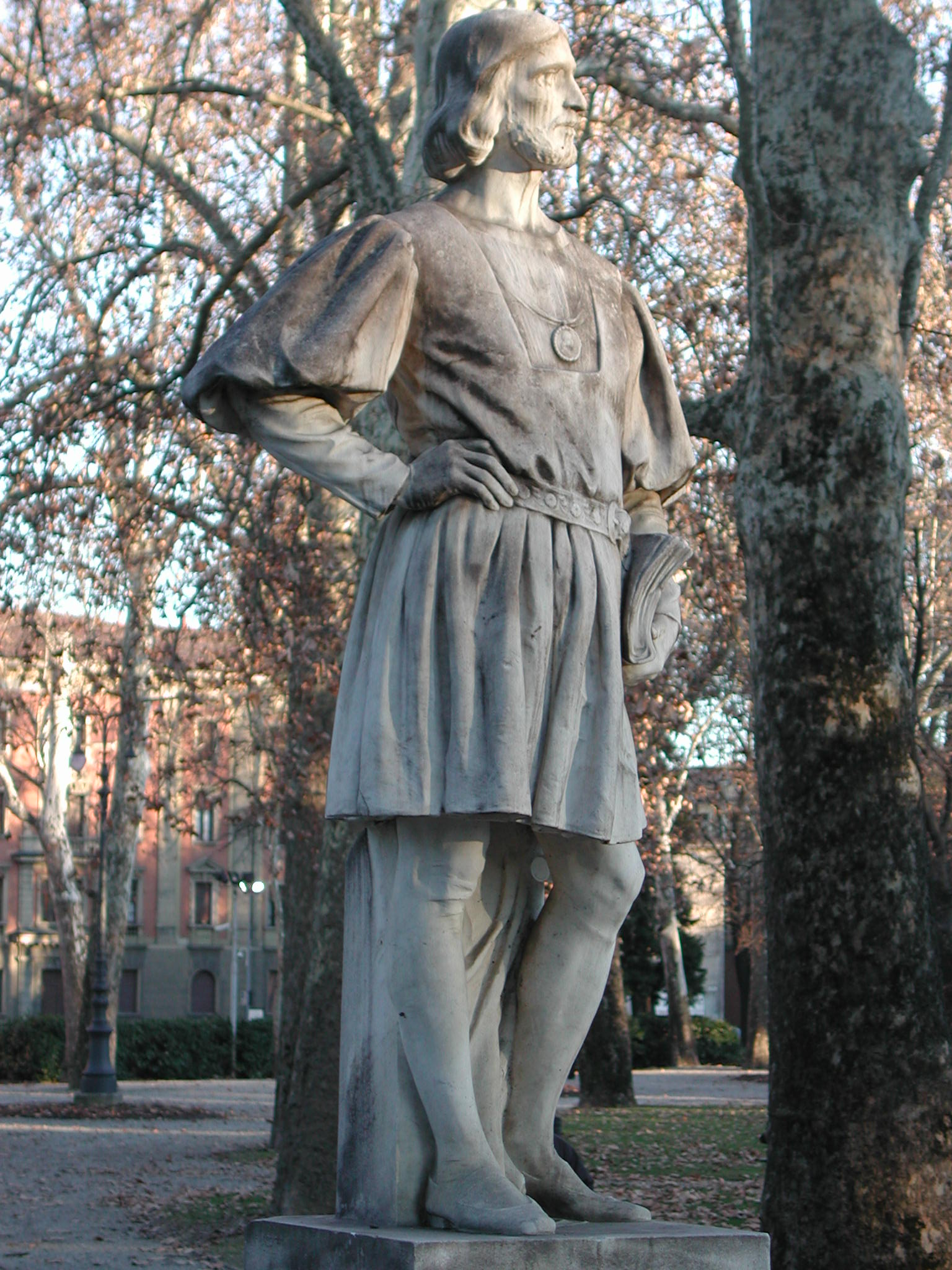
Básníkova socha v Reggio Emilia

## Život
Narodil se ve městě Reggio Emilia. Jeho otec byl velitelem pevnosti, matka pocházela z místní šlechtické rodiny. Byl nejstarším z deseti sourozenců.  Rodina se usadila ve Ferraře, kde se otec stal soudcem a později úředníkem městské správy. Ludovico se od útlého mládí zajímal o poezii, avšak na přání svého otce začal v roce 1489 studovat právo. Po pěti letech mu otec povolil, aby se věnoval literatuře.l Pod vedením humanisty Gregoria da Spoletiho studoval literaturu a latinu, na univerzitě se zapsal na filozofii. Zapojil se do kulturního života, hrál v divadelních představeních a napsal i své první básně. V roce 1500 mu náhle zemřel otec a Ludovico se jako nejstarší musel postarat o své sourozence. Získal místo u ferrarského dvora. 
V diplomatických službách kardinála Ippolita d'Este pracoval v letech 1503–1517. Vedl úspěšná diplomatická jednání s papežem Juliem II. a stal se i přítelem následujícího papeže Lva X. Italský básník se snažil pojednávat o člověku nezávislém na církvi, avšak na ní samotné byl závislý. Z nemanželského vztahu se mu v roce 1509 narodil syn Virginio, kterého v pozdějších letech oficiálně uznal za vlastního. V roce 1513 se Ariosto zamiloval do Alessandry Benucciové, manželky obchodníka ve Florencii. Poté, co ovdověla, se přestěhovala do Ferrary, ale básník se s ní oženil až v roce 1527. I po svatbě však žili odděleně. Ariosto měl svůj dům v ulici Mirasole, kde žil se synem Virginiem a invalidním bratrem Gabriellem.  V roce 1516 vyšlo jeho životní dílo Zuřivý Roland, na kterém pracoval už více než deset let.
V roce 1517 byl kardinál jmenován biskupem na východě Maďarska, ale Ariosto odmítl opustit Ferraru. Začal sloužit vévodovi Alfonsovi d'Este, který jej roku 1521 vyslal do malé vesničky v kraji Garfagnana, kde měl vykonávat funkci správce. Po třech letech se Ariostovi podařilo vévodu přesvědčit, aby se mohl vrátit do Ferrary. Věnoval se zde divadlu, napsal několik her a překládal antické komedie. Jeho Zuřivý Roland vyšel v roce 1532 potřetí se 46 zpěvy. O toto dílo projevil zájem i císař Karel V. při setkání v roce 1532.
Ludovico Ariosto zemřel v roce 1533 po delší nemoci ve svém domě ve Ferraře. Byl nejprve pohřben v kostele sv. Benedikta, ale v roce 1801 byly jeho ostatky přemístěny do velkého sálu městské knihovny v paláci Paradiso, kde mu byl vybudován honosný náhrobek.

## Dílo

### Zuřivý Roland
Epos měl být pokračováním Zamilovaného Rolanda, nedokončeného díla Mattea Boiarda. Ariosto jej začal psát v roce 1504. První verze se 40 zpěvy vyšla tiskem roku 1516. Druhé vydání s drobnými jazykovými a stylistickými úpravami vyšlo v roce 1521. Do konečné třetí verze z roku 1532 přidal dalších 6 zpěvů. Zbylé zpěvy už nedokončil a po jeho smrti byly publikovány pod titulem Cinque Canti. 
Rytířská báseň je psána formou oktáv ve schématu ABABABCC. 
Dílo vychází ze středověkého hrdinského eposu o Rolandovi, ale Ariosto hrdinu nepopisuje jako rytíře, který je udatný, ale jako rytíře Karla Velikého, který se nešťastně zamiluje do krásné Angeliky, zblázní se a bloudí po světě. Jeho přítel Astolfo se ho snaží najít a rozum mu může vrátit pouze tak, že najde nádobku s Rolandovým ztraceným rozumem. Nádobku najde na Měsíci, Rolandovi se vrátí rozum, postaví se do čela svého šiku a znovu se stává udatným rytířem.

### Básně a divadelní hry
Ariosto psal také lyrické básně, v mládí latinsky, později v italštině. Dochovalo se přes sedmdesát básní různých forem (sonety, madrigaly, eklogy, písně a j.).
Je autorem Satir, které jsou jeho osobní básnickou korespondencí s přáteli. Používal v nich formu tercín a jejich obsahem byly mnohé události z jeho života.  Staly se realistickým popisem života u ferrarského dvora a svědectvím o postavení umělce ve své době.
Dochovalo se pět divadelních her, které napsal pro dvorní divadlo. V letech 1506–1509 to byly komedie La Cassaria a I Suppositi.  Z pozdějšího období pocházejí hry Il Negromante a La Lena (1528). Komedii Gli Studenti, na níž začal pracovat v roce 1520 , dokončil po jeho smrti bratr Gabriello. 